# Wizyta starszej pani
Wizyta starszej pani (niem. Der Besuch der alten Dame) – tragikomedia w trzech aktach szwajcarskiego pisarza Friedricha Dürrenmatta. Premiera z Therese Giehse w roli głównej odbyła się 29 stycznia 1956 w Zurychu. Sztuka okazała się światowym sukcesem i przyniosła Dürrenmattowi finansową niezależność.
Pomysł na napisanie utworu Wizyta starszej pani przyszedł pisarzowi podczas pobytu w Ins w gminie Berno w regionie Seeland.

## Opis fabuły
Mieszkańcy, niegdyś świetnie prosperującego, a od pół wieku zubożałego, miasteczka Güllen oczekują wizyty miliarderki Claire Zachanassian, która spędziła w nim swoje młodzieńcze lata. Wśród komitetu powitalnego jest znany i szanowany przez wszystkich Alfred Ill, który, jak twierdzi, niegdyś był najlepszym przyjacielem Claire.
Claire, otoczona służącymi i kosztowną wyprawą, przybywa do Güllen, które gotuje jej serdeczne i ciepłe powitanie. Szybko jednak wychodzi na jaw, że podczas gdy mieszkańcy mają nadzieję na finansowe wsparcie, Claire szuka zemsty za krzywdy wyrządzone jej w przeszłości.
Jako młoda, uboga dziewczyna miała romans z przystojnym i uwodzicielskim Alfredem Illem. Gdy zaszła z nim w ciążę, ten wyparł się ojcostwa; pozwany przez nią do sądu, wygrał, ponieważ przekupił dwóch pijaków, którzy skłamali, że spali z Klarą. Upokorzona i wydrwiona przez mieszkańców Güllen, Klara Wäscher musiała opuścić miasteczko. Wkrótce po porodzie jej dziecko zmarło. By przetrwać i nie umrzeć z głodu, Klara została prostytutką. W burdelu znalazł ją i zakochał się w niej posiadacz złóż ropy; został jej mężem, a po jego śmierci Klara – teraz już Claire Zachanassian – wychodziła za kolejnych, bogatych mężczyzn, dochodząc do ogromnego majątku.
Teraz wysoce poważana starsza pani składa mieszkańcom Güllen szokującą propozycję: oferuje im miliard w zamian za zabicie Alfreda Illa.
Początkowo propozycja zostaje odrzucona przez wszystkich z wielkim oburzeniem. Również Alfred Ill wydaje się być spokojny o swoją przyszłość, gdyż wierzy, że jest wystarczająco lubiany przez mieszkańców Güllen. Jednak stopniowo zauważa, że mieszkańcy zaczynają wydawać spore sumy pieniędzy, kupcy udzielają kredytów, jakby wszyscy liczyli się z dużym przypływem gotówki. Nawet własna rodzina Illa zaczyna planować spore wydatki. Mieszkańcy coraz częściej zaczynają rozmawiać o wymierzeniu sprawiedliwości. Nawet Nauczyciel, najwierniejszy sojusznik Alfreda, zwraca się przeciwko niemu. Gdy Ill, gnębiony przez poczucie winy i strach, chce sam siebie oddać w ręce mieszkańców, burmistrz ogłasza w prasie, że pani Zachanassian za jego wydanie daje miliard, który obiecała całej społeczności.
Miasteczko szykuje się do uroczystego przyjęcia z udziałem prasy. Choć nikt nie mówi tego na głos, jest jasne, że to wtedy zostanie wykonana egzekucja Alfreda. Po przyjęciu kobiety, dzieci i dziennikarze wychodzą z sali na herbatę. Mężczyźni Güllen otaczają przerażonego Alfreda, ktoś gasi światło. Gdy lampy ponownie się zapalają, Ill leży na ziemi, martwy. Doktor ogłasza, że przyczyną śmierci był atak serca. Claire każe położyć nieszczęśnika do trumny, którą zabiera ze sobą, a Burmistrz otrzymuje czek na obiecany miliard.

## Interpretacja

### Gatunek
Dürrenmatt łączy w swoim dramacie motywy tragedii i komedii. Poza tym autor wysuwa liczne paralele do greckiej tragedii, w której zbiegają się takie aspekty jak „przeznaczenie i sąd”, „wina i kara”, „zemsta i ofiara”.

### Tragedia
Można przedstawić wiele odniesień do tragedii antycznej, czemu autor poświęcił fragment w posłowiu. Na pierwszym miejscu jest opisana sylwetka głównej protagonistki utworu. Claire czeka 45 lat na zemstę, obmyśliła niemal każdy jej szczegół. Przez pryzmat tej nieubłagalności, Dürrenmatt porównał ją do Medei. Zemsta staje się możliwa przez bogactwo, z pomocą którego mieszkańcy zostają zinstrumentalizowani do jej celów. Jej majątek stawia ją w pozycji, z której może działać jak bohaterka greckiej tragedii, a więc bezgranicznie, okrutnie, dokładnie tak jak Medea. Można ją jednak porównać nie tylko do tej postaci, lecz także do samej bogini zemsty, Nemezis. Posiada ona taką władzę, że może decydować o losach każdego mieszkańca w swoim rodzinnym miasteczku. Wrażenie boskości jest wzmocnione przez to, że Dürrenmatt obdarza ją pseudo-nieśmiertelnością. Jako jedyna, która przeżyła katastrofę lotniczą, otoczona jest aurą niewiarygodności i nadludzkich możliwości. Początkowo uwielbiana przez miasto, niczym obraz odległego bóstwa, zyskuje powoli wpływy, aż staje się panią życia i śmierci.
Tragiczną postacią jest kramarz Alfred Ill, właściwy winowajca, który z czasem rozwija w sobie moralną świadomość. Jest on jedynym człowiekiem stojącym naprzeciw Claire, przyjmującym swój nieunikniony los, przesądzony jej bogactwem. Przez swoją postawę i zrozumienie sytuacji zyskuje on również wymiar tragiczny.
Formalnie porównanie z antyczną formą tragedii jest zasugerowane przez chór, któremu Dürrenmatt oddaje głos w postaci cynicznego komentarza, chwaląc błogosławione zalety dobrobytu. W ten sposób łączy w Wizycie starszej pani motyw pieniędzy i władzy, a przez to dla Dürrenmatta typową krytykę zachodniego społeczeństwa dobrobytu, z toposami greckiej tragedii: „przeznaczenia i sądu”, „winy i kary” oraz „zemsty i ofiary”.

### Komedia
Sztuka z tematem przekupności całego miasta jest zabawną groteską. Mieszkańcy przedstawieni początkowo jako uczciwi, są w chwilę później ukazani jako żałosne figury, ulegające pokusom pieniądza. Kłamcy, chciwi oszuści należą do nieodłącznego elementu personalnego komedii. Naprzeciw temu stoi los jednostki, która przyznaje się do swojej winy i jest w stanie odnieść się do niej w sposób poważny. Alfred Ill okazuje się kontrastem do bezdusznej masy i jest jedyną moralną osobą w mieście.
Ważne w sztuce jest również użycie wymownych nazw i określeń. Nie na darmo miasto ma nazwę Güllen (skojarzenia z gnojowicą), gdyż jawi się jako bagno nieludzkich zachowań, miejsce pełne niemoralności. Inny przykład to nazwisko Zachanassian, które składa się z trzech nazwisk znanych miliarderów: Zaharoffa, Onassisa i Gulbenkiana.

## Opracowania i ekranizacje
- Pierwsza niemieckojęzyczna ekranizacja została wyświetlona 19 lutego 1959 roku w ARD. Reżyserem był Ludwig Cremer, główną rolę zagrała Elisabeth Flickenschildt. Oglądalność wahała się w granicach 81 procent.
- The Visit jest mocno zmienioną ekranizacją utworu w reżyserii Bernharda Wickiego z roku 1963 z Ingrid Bergman i Anthonym Quinnem.
- W 1982 roku dramat został zekranizowany pod oryginalnym tytułem w produkcji szwajcarsko-niemieckiej. Reżyseria: Max Peter Ammann, w rolach głównych Maria Schell i Günter Lamprecht.
- W 1983 roku odbyła się premiera w teatrze w Rydze w języku łotewskim. Reżyseria Markus Zohner.
- Rosyjski reżyser Michaił Kozakow sfilmował sztukę pod nazwą Wizyta starszej pani w roku 1989 z Jekateriną Wasiljewą jako Claire Zachanassian, w pozostałych rolach grali Walentin Gaft, Igor Kaszyncew, Walentin Nikulin, Grigorij Ljampe, Wiktor Borcow, Walentin Smirnicki i Swietłana Niemoljajewa.
- W 1992 Djibril Diop Mambéty sfilmował w Senegalu wersję sztuki pod tytułem Hieny (Hyènes).
- Nikolaus Leytner sfilmował sztukę w 2008 roku w Austrii, została ona pokazana przez ARD i ORF 2. W roli głównej Christiane Hörbiger, w pozostałych rolach Michael Mendl, Muriel Baumeister, Rolf Hoppe, Dietrich Mattausch i Hans von Borsody.

## Literatura
- Artikel Der Besuch der alten Dame; in: KnLL, Bd. 4, Studienausgabe, S. 920 f.
- Luis Bolliger, Ernst Buchmüller: Der Besuch der alten Dame; in: dieselben (Hrsg.): play Dürrenmatt. Ein Lese- und Bilderbuch; Zürich: Diogenes, 1996; S. 73–96
- Hugo Dittberner: Dürrenmatt, der Geschichtenerzähler. Ein 50-Dollar-Missverständnis zum „Besuch der alten Dame”; in: Heinz Ludwig Arnold (Hrsg.): Friedrich Dürrenmatt I; München: Edition Text + Kritik. Zeitschrift für Literatur. Band 50/51 (1976); S. 86–92
- Manfred Durzak: Gericht über eine Welt: Der Besuch der alten Dame; in: ders.: Dürrenmatt – Frisch – Weiss. Deutsches Drama der Gegenwart zwischen Kritik und Utopie; Stuttgart: Reclam, 1972; S. 91–102
- Egon Ecker: Der Besuch der alten Dame; in: Analysen und Reflexionen, Band 16: Der Verdacht, Der Besuch der alten Dame. Interpretationen und unterrichtspraktische Hinweise; Hollfeld: Beyer, 2004, ISBN 3-88805-158-4.
- Wilhelm Große: Der Besuch der alten Dame; in: ders.: Friedrich Dürrenmatt. Literaturwissen; Stuttgart: Reclam, 1998; S. 67–79
- Karl S. Guthke: Friedrich Dürrenmatt: Der Besuch der alten Dame; in: Manfred Brauneck (Hrsg.): Das deutsche Drama vom Expressionismus bis zur Gegenwart. Interpretationen; Bamberg: C.C. Buchners, 1972; S. 241–249
- Urs Jenny: Der Besuch der alten Dame; in: ders.: Friedrich Dürrenmatt; München: dtv, 1973; S. 61–72
- Bernd Matzkowski: Friedrich Dürrenmatt: Der Besuch der alten Dame. Königs Erläuterungen und Materialien Hollfeld: Bange, 2004
- Annemarie und Wolfgang van Rinsum: Friedrich Dürrenmatt: Der Besuch der alten Dame; in: dies.: Interpretationen. Dramen; München: bsv, 1978; S. 183–193.
- Karl H. Ruppel: Der Besuch der alten Dame; in: Reclams Schauspielführer; Stuttgart: Reclam, 1990